# Persarmenië
Persarmenië ontstond na het Verdrag van Acilisene (ca.387) waarbij het Romeinse Rijk 4/5 van het koninkrijk Armenië, hun vazalstaat, afstond aan de Sassaniden. Het westelijke deel werd een Romeinse provincie, Armenia Minor, het oostelijk deel werd een vazalstaat van het Sassanidische Rijk, Persarmenië of Armenia Major (zie Geschiedenis van Armenië). De heerser van het land werd een marzpans of gouverneur, een vazal van de sjah van Iran.

## Geschiedenis
Na de Slag bij Adrianopel (378), een onderdeel van de Gotische Oorlog (376-382), waar keizer Valens om het leven kwam, verkeerde het Romeinse Rijk in shock. Rond 380 namen twee generaals de werkelijke macht over. Theodosius I in het oosten en Magnus Maximus in het westen. Toen Maximus zich in 387 richting Rome begaf, had Theodosius alle mankracht nodig en sloot overal waar het kon vrede, soms met grote toegevingen.
De strijd over de regio zou blijven duren tot de val van het Sassanidische Rijk in 654, daarna werd het gebied een deel van het Arabische Rijk. De streek werd omgedoopt in het emiraat Armenië of Arminiya.